# Napoléon Ier, empereur
Napoléon Ier, empereur est une peinture à l'huile sur toile de l'artiste français François Gérard, datant de la première décennie du XIXe siècle. L’original se trouve au château de Versailles. Des copies sont conservées, entre autres, au château de Malmaison et au musée de Capodimonte de Naples.

## Histoire et description
François Gérard a peint le portrait officiel de Napoléon Bonaparte en 1805, destiné d'abord à l'hôtel de Talleyrand puis conservé au château de Versailles. De nombreux exemplaires ont été copiés pour être envoyés dans tous les États de l'Empire : l'un d'entre eux est arrivé à Naples, probablement avec l'arrivée de Joachim Murat, même si le lieu de sa première exposition n'est pas connu. Avec le retour sur le trône du royaume des Deux-Siciles de la dynastie des Bourbons, le tableau a d'abord été transféré au palais royal de Portici où il était conservé dans une grange, invisible au public. Dans les années 1840, quand il fut attribué à François Gérard, il a alors été exposé dans l’étage noble du palais pour sa valeur artistique. D'après un inventaire de 1874, l'œuvre fut attribuée à Anne-Louis Girodet et s'installa dans le palais de Capodimonte, qui devint plus tard son siège définitif, dans la salle 54, à proximité des appartements royaux. 
Bien qu’il s’agisse d’une copie, la toile présente des particularités différentes de l’original : Napoléon est représenté en pied comme une sorte de David debout avec une couronne de laurier, coiffé d’un manteau et tenant de la main droite le sceptre de Charles V, la main de justice et le globe impérial reposant sur un oreiller à sa droite ; à l'arrière-plan, on aperçoit le trône. Les tons de l'œuvre se reconnaissent à la fois dans les couleurs vives et dans son cadre, de fabrication française et surmonté d'une corniche portant les emblèmes de Napoléon.